# Voleibol de praia nos Jogos da CPLP
O voleibol de praia faz parte do programa esportivo dos Jogos da CPLP desde a quarta edição do evento, realizada em 2002, em Praia (Cabo Verde), organizados pela CPLP, disputado a cada tres anos até 2008, realizando-se a cada dois anos na sequência.

## Eventos
| Eventos   | 02 | 05 | 08 | 10 | 12 | 14 | 16 | 18 |
| --------- | -- | -- | -- | -- | -- | -- | -- | -- |
| Masculino | •  | •  | •  | •  | •  | •  | •  | •  |
| Feminino  | •  | •  | •  | •  | •  | •  | •  | •  |